# Janusz Olejniczak
Pour les articles homonymes, voir Olejniczak.
 (novembre 2017).
Si vous disposez d'ouvrages ou d'articles de référence ou si vous connaissez des sites web de qualité traitant du thème abordé ici, merci de compléter l'article en donnant les références utiles à sa vérifiabilité et en les liant à la section « Notes et références ».
Janusz Olejniczak, né le 2 octobre 1952 à Wrocław et mort le 20 octobre 2024, est un pianiste et pédagogue polonais.
Formé par Ryszard Bakst et Zbigniew Drzewicki, il reçoit les conseils de Konstanty Schmaeling et de Witold Małcużyński.

## Biographie
Janusz Olejniczak remporte en 1970 le 6e prix du Concours international de piano Frédéric-Chopin à Varsovie, puis en 1972 le 4e prix au concours Alfredo Casella à Naples.
Il incarne Chopin dans La Note bleue, film d'Andrzej Żuławski.
Ce sont ses mains que l'on voit — et c'est donc son interprétation au piano — dans le film Le Pianiste de Roman Polanski.
Ses nombreux enregistrements culminent avec la contribution à l'intégrale The real Chopin (2010) sous l'égide de l'Institut national Chopin de Varsovie où Janusz Olejniczak interprète Chopin sur deux instruments historiques contemporains du compositeur, un Pleyel de 1848 et un Érard de 1849.

## Filmographie
- La Note bleue, film d'Andrzej Żuławski (1991) : Chopin
- Les Milles, film de  Sébastien Grall (1995) : un pianiste dans le salon du général
- Le Pianiste, film de Roman Polanski (2002) : doublure mains d'Adrien Brody dans le rôle de Władysław Szpilman